# Nuugaatsiaq
Nuugaatsiaq (oude spelling: Nûgâtsiaq) is een dorp in de gemeente Avannaata in het noordwesten van Groenland. Het dorp ligt op het gelijknamige eiland voor de zuidkust van het schiereiland Nunavik in het Uummannaq Fjord. Het dorp had in 2010 84 inwoners. 

## Geschiedenis
Op 17 juni 2017 was er een tsunami in Nuugaatsiaq nadat een stuk land ter grootte van 300 x 1.100 meter een kilometer de Karrak fjord in was geschoven. Vier personen kwamen om, negen personen raakten gewond en elf gebouwen werden weggespoeld. Aan het begin had de tsunami een hoogte van 90 meter, maar deze was significant afgenomen toen het het dorp bereikte. Eerst was er twijfel dat de aardverschuiving was ontstaan door een aardbeving, maar later werd bevestigd dat de aardverschuiving de trillingen veroorzaakte. 

## Transport
Air Greenland bedient het dorp als onderdeel van een contract met de overheid van Groenland. Vanaf het heliport vertrekken voornamelijk vrachtvluchten naar Illorsuit en Uummannaq.
Het dorp wordt ook aangedaan door Royal Arctic Line, een Groenlandse zeevrachtvervoerder. Vanuit het dorp en andere dorpen in het gebied wordt gevaren naar Aasiaat. 

## Populatie
De populatie van Nuugaatsiaq heeft erg gefluctueerd in de afgelopen twintig jaar. Sinds het jaar 2000 is het aantal inwoners erg gedaald net als vergelijkbare dorpen in Groenland. In november 2015 rapporteerde National Geographic 80 inwoners in het dorp. Vele huizen in het dorp stonden leeg.   